# Lycostomus placidus
Lycostomus placidus is een keversoort uit de familie netschildkevers (Lycidae). De wetenschappelijke naam van de soort werd in 1879 gepubliceerd door Charles Owen Waterhouse.